# Hexámetro castellano
En la métrica de la poesía castellana es posible el verso hexámetro de la poesía griega y latina de dos maneras:
- Imitando acentualmente cinco dáctilos, cada uno con una secuencia de tres sílabas en la que es tónica la primera sílaba, que corresponde a la larga, más dos sílabas átonas, que hacen de breves, y dejando el sexto pie troqueo (larga y breve) con tónica y átona, al estilo de "Ínclitas razas ubérrimas, sangre de Hispania fecunda" de Rubén Darío, procedimiento difícil porque exige que todos los hexámetros sean holodactílicos.
- Imitando solamente la cláusula final fija: el quinto pie obligatoriamente dactílico con tónica y dos átonas, y el sexto troqueo con tónica y átona. Es el procedimiento preferido por Agustín García Calvo, porque es más cómodo y deja más libertad al poeta.

El primer tipo de hexámetro castellano consta de seis pies, de los cuales los cinco primeros son dáctilos y el último troqueo. Cada verso consta de diecisiete sílabas. Nació tratando de imitar en lo posible los ritmos del hexámetro dactílico griego, para ello se sirve del sistema cualitativo propio de la métrica castellana dada la imposibilidad de hacerlo mediante el sistema cuantitativo propio del ritmo griego.
Este hexámetro castellano hacía referencia sólo al hexámetro dactílico construido desde el sistema cualitativo de las lenguas románicas, anglosajonas y en gran medida de las germánicas, dando la impresión de que sólo era posible este modelo de referencia. El hexámetro holodactílico español sigue la línea de pureza marcada por Homero y Hesíodo, los iniciadores.
- Datos: Q5896938